# East Linton
East Linton är en ort i Storbritannien.   Den ligger i kommunen East Lothian och riksdelen Skottland, i den centrala delen av landet, 500 km norr om huvudstaden London. East Linton ligger 25 meter över havet och antalet invånare är 2 008.
Terrängen runt East Linton är platt åt nordväst, men åt sydost är den kuperad. Runt East Linton är det ganska glesbefolkat, med 21 invånare per kvadratkilometer. Närmaste större samhälle är Haddington, 8,6 km väster om East Linton. Trakten runt East Linton består till största delen av jordbruksmark.